# Sclerosi laterale primaria
Per  sclerosi laterale primaria  o  SLP  o paraplegia primaria spastica, in campo medico, si intende una situazione degenerativa del cervello a carattere lento e progressivo, alla sua insorgenza può essere confusa con la sclerosi multipla; la SLP è una forma di malattia del motoneurone che colpisce solo il 1º motoneurone, ma lascia intatto il 2°.

## Epidemiologia
La malattia è di forma rara, colpisce prevalentemente le persone di un'età dai quarant'anni in poi.

## Esami
Ai fini diagnostici, visto la sua somiglianza con altre malattie ad inizio decorso (fra cui l'adrenoleucodistrofia), occorrono dei test di laboratorio. Alla biopsia muscolare non si riscontrano processi di denervazione.

## Sintomatologia
Fra i sintomi e i segni clinici si riscontrano astenia, disartria, disfagia, ipereflessia, risulta rispondere positivamente al segno di Babinski. Al contrario non sono presenti fascicolazioni.

## Caratteristiche
Non coinvolge a livello neurologico il tronco centrale rimanendo delineato alla sola corteccia motoria.